# Pollux (Kerntechnik)
Der Pollux-Behälter ist ein Spezialbehälter für die Endlagerung abgebrannter Brennelemente aus Kernkraftwerken. Diese Art der Verpackung von Brennelementen in den Behältern gilt zurzeit als Referenzkonzept für die direkte Endlagerung; daneben wird auch die Verpackung in sogenannten Brennstab-Kokillen als Option diskutiert.
Beim Konzept des Pollux-Behälters werden die Brennstäbe als Ganzes zunächst in Büchsen und diese dann in den Behälter eingebracht. 
Der Behälter selbst besteht aus einem äußeren Abschirmbehälter aus Gusseisen mit Kugelgraphit, einem darin befindlichen Innenbehälter aus Schmiedestahl und Einbauten für die Aufnahme der Brennstäbe. Die dichte Umschließung der Brennstäbe wird durch den Innenbehälter, einen verschraubten Primärdeckel und einen darüber liegenden eingeschweißten Sekundärdeckel gewährleistet. Der Abschirmbehälter wird durch einen eingeschraubten Deckel verschlossen. In der Behälterwandung befinden sich Neutronenmoderatoren.
Der Pollux hat einen Durchmesser von ca. 1,50 m, eine Länge von etwa 5,50 m und im beladenen Zustand eine Masse von ungefähr 65 t.
Die Behälter unterscheiden sich deutlich von den für Transport und Zwischenlagerung gebauten Castor-Behältern.